# Lispe sericipalpis
Lispe sericipalpis este o specie de muște din genul Lispe, familia Muscidae. A fost descrisă pentru prima dată de Stein în anul 1904. Conform Catalogue of Life specia Lispe sericipalpis nu are subspecii cunoscute.